# Theater van Herodes (Jericho)
Het Theater van Herodes was een Romeins theater in Tell el Samarat, bij de stad Jericho op de Westelijke Jordaanoever.
Het theater werd rond 30 v.Chr. gebouwd in opdracht van Herodes de Grote. In deze tijd bouwde hij daar in de omgeving zijn winterpaleis. Het theater maakte deel uit van een groot sport en cultureel complex, waar ook een hippodroom, een amfitheater en een groot gebouw, dat mogelijk een gymnasion was, werden gebouwd.
Jericho en het paleis werden verschillende keren verwoest. Het is niet bekend wanneer het theater buiten gebruik raakte. Het complex werd pas tussen 1975 en 1976 opgegraven.
De cavea van het theater had een doorsnee van 70 meter. Het was gebouwd uit baksteen. Tegenwoordig zijn alleen nog de fundamenten van het theater zichtbaar. Het grote podiumgebouw dat voor de cavea stond is geheel verdwenen.

## Referentie
- Jordan, the Madaba Mosaic Map - 12. Jericho - (Ariha)